# Castel Jaufenburg
Castel Jaufenburg (talvolta italianizzato in Castel Giovo; in ted.: Jaufenburg) è un castello in rovina del quale rimane solo una torre a San Leonardo in Passiria (BZ) nel Trentino-Alto Adige.

## Storia
Sulla collina che sovrasta il paese si sono trovate tracce di un sito preistorico. Nel medioevo vi passava la strada per il Passo Giovo (Jaufenpass) e per questo motivo i Signori di Passiria, ministeriali dei conti di Tirolo che per questi ultimi amministravano la giustizia in Val Passiria, vi fecero costruire intorno al 1200 un castello fortificato. Nelle cronache dell'epoca fu descritto come "magnificamente affrescato" e a cinque piani con una torre risalente al XII secolo.
All'estinzione della famiglia (1383), il castello passò per matrimonio ai Fuchs von Fuchsberg di Appiano. Cominciò il periodo d'oro del castello, visitato da attori e menestrelli. Un lento ma costante declino della struttura e della famiglia, che perse ogni bene nel 1738, portò alla rovina il castello. Nel 1828 il maniero, già distrutto, fu acquistato da un contadino che ne fece un maso.
Al termine della Seconda Guerra Mondiale presso il castello furono rinvenute da parte degli alleati molte delle opere d'arte trafugate dai soldati tedeschi in fuga provenienti dalle gallerie di Firenze, in particolare quelle che erano state evacuate presso villa Bossi-Pucci a Montagnana (Montespertoli). L'intento dei tedeschi era quello di trasportare tutte le opere verso l'Austria. Grazie agli Alleati tutte le opere d'arte fecero ritorno alle loro sedi di origine.

## Descrizione
La torre principale è stata restaurata ed è visitabile. Al suo interno si trovano gli stemmi marmorei dei Signori di Passiria e dei Signori Fuchs von Fuchsberg. Sono stati recuperati alcuni affreschi rinascimentali del 1538, ad opera di Bartlmä Dill Riemenschneider (figlio di Tilman Riemenschneider), ed è una delle sedi del MuseoPassiria. Vengono trattati la storia del castello e della giustizia in Passiria, oltre che delle famiglie che hanno posseduto il castello.